# 福井県高等学校一覧
| 総数             | 33校             |
| 国立             | なし             |
| 公立             | 25校             |
| 私立             | 8校              |
| 教育委員会所在地 | 〒910-8580       |
| 福井市大手3-17-1 |                  |
| 公式サイト       | 福井県教育委員会 |

福井県高等学校一覧（ふくいけん こうとうがっこう いちらん）は福井県の高等学校一覧。県立高校と私立高校のみで国立高校や市町村立高校はなく、吉田郡・今立郡・南条郡・三方郡・大飯郡には高校はない。
全日制課程の存在しない高等学校については、定時制は「○○高等学校｛定時制｝」通信制は「○○高等学校｛通信制｝」定時制・通信制共に存在する場合は、定時制表記で記載する。

## 県立高等学校

### 福井市
- 福井県立足羽高等学校
- 福井県立羽水高等学校
- 福井県立科学技術高等学校
- 福井県立高志高等学校 - 併設型中高一貫教育校
- 福井県立福井商業高等学校
- 福井県立福井農林高等学校
- 福井県立藤島高等学校
- 福井県立道守高等学校｛定時制｝

### 敦賀市
- 福井県立敦賀高等学校
- 福井県立敦賀工業高等学校

### 小浜市
- 福井県立若狭高等学校
- 福井県立若狭東高等学校

### 大野市
- 福井県立大野高等学校
- 福井県立奥越明成高等学校

### 勝山市
- 福井県立勝山高等学校

### 鯖江市
この地区（越前市・越前町を含む）では少子化により2020年度に越前市に産業総合校の武生商工高等学校を設置し職業科2校を集約するほか、総合学科・理数科、定時制についての見直しが図られ、総合学科校の丹南高等学校は鯖江高等学校普通科に総合系コースを配置する形で統合、2021年度末に廃止となった。
- 福井県立鯖江高等学校

### あわら市
- 福井県立金津高等学校

### 越前市
この地区（鯖江市・越前町を含む）では少子化により2020年度に越前市に産業総合校の武生商工高等学校を設置し職業科2校を集約するほか、総合学科・理数科、定時制についての見直しを図られ、2021年度をもって総合学科校の丹南高等学校を廃止した。
- 福井県立武生高等学校
- 福井県立武生商工高等学校
- 福井県立武生東高等学校

### 坂井市
- 福井県立坂井高等学校
- 福井県立丸岡高等学校
- 福井県立三国高等学校

### 丹生郡越前町
- 福井県立丹生高等学校

### 三方上中郡若狭町
- 福井県立美方高等学校

## 私立高等学校

### 福井市
- 福井工業大学附属福井高等学校
- 啓新高等学校
- 仁愛女子高等学校
- 北陸高等学校
- 福井南高等学校｛定時制｝

### 敦賀市
- 敦賀気比高等学校
- 敦賀国際令和高等学校（旧・昭英高等学校）

### 小浜市
- AOIKE高等学校｛広域通信制｝